# Finesse
«Finesse» es una canción del cantautor estadounidense Bruno Mars, incluida en su tercer álbum de estudio, 24K Magic (2016). Fue escrita por él junto a Philip Lawrence, Christopher Brown, James Fauntleroy, Johnathan Yip, Ray Romulus, Jeremy Reeves y Ray McCullough II, mientras que fue producida en conjunto por los equipos Shampoo Press & Curl y The Stereotypes. El 4 de enero de 2018, Atlantic Records lanzó una remezcla junto a la rapera estadounidense Cardi B, la cual cuenta con dos versos adicionales escritos por ella misma. Dicha remezcla sirvió como cuarto sencillo mundial de 24K Magic y quinto en Australia.

## Antecedentes y composición
«Finesse» fue incluida como la penúltima canción de la edición estándar del tercer álbum de Mars, 24K Magic (2016). Fue escrita por el artista junto a Philip Lawrence, Christopher Brown, James Fauntleroy, Johnathan Yip, Ray Romulus, Jeremy Reeves y Ray McCullough II, y producida por los equipos Shampoo Press & Curl (compuesto por Mars, Lawrence y Brown) y The Stereotypes (compuesto por Yip, Romulus, Reeves y McCullough). Es descrita como una mezcla entre R&B y new jack swing. Dicha versión tiene una duración de 3 minutos con 10 segundos.
El 18 de diciembre de 2017, el escritor Gary Trust de la revista Billboard, anunció vía Twitter que Mars estaría lanzando nueva música el 4 de enero de 2018. Rápidamente, la prensa comenzó a especular una posible colaboración junto a Cardi B dado que ambos artistas habían estado envidándose tuits en las semanas recientes. El 3 de enero de 2018, ambos finalmente confirmaron que, en efecto, lanzarían una colaboración al día siguiente, la cual sería una remezcla de «Finesse» que serviría como cuarto sencillo mundial de 24K Magic. En dicha versión, se incluyen dos nuevos versos interpretados por Cardi, los cuales escribió ella misma. Así, la duración de la canción se extendió a 3 minutos con 37 segundos. Además, pasó a estar más enfocada en el género funk que en el R&B.
De acuerdo con Mars, conoció a Cardi gracias al éxito que estaba teniendo con su sencillo «Bodak Yellow», y se sintió atraído por su personalidad. Tras ello, sugirió a Atlantic Records que ambos hicieran una colaboración, a lo cual el sello aceptó. Ambos se conocieron a inicios de noviembre de 2017 en Los Ángeles, aproximadamente a las 3 a. m., luego de que Mars culminase un concierto de su 24K Magic World Tour. Allí, Cardi grabó su verso y algunas semanas más tarde grabó sus escenas para el videoclip.

## Recibimiento comercial
En los Estados Unidos, al haberse lanzado un jueves, la remezcla de «Finesse» solo tuvo un día contabilizado en ventas y streaming, así como tres en radio. Sin embargo, la canción consiguió vender 30 mil copias en un día, suficientes para debutar en el puesto 13 del Digital Songs, y también tuvo 8.7 millones de streams. Asimismo, contó con 26 millones en audiencia radial, lo que la hizo debutar en el número 49 del Radio Songs. Dicha cifra fue apoyada por los debut simultáneos en los listados Pop Songs, Adult Pop Songs y Rhythmic, donde ubicó las posiciones 28, 29 y 29, respectivamente. Con todo, «Finesse» debutó en la casilla 35 del Billboard Hot 100 en la semana del 13 de enero de 2018, marcando el mejor nuevo ingreso de ese período. Así, dio a Mars su décimo noveno top 40, mientras que a Cardi el quinto. A la semana siguiente, «Finesse» se disparó hasta la tercera posición del Billboard Hot 100, dando a Mars su décimo quinto top 10 y a Cardi su cuarto. Con ello, Cardi se convirtió en la primera mujer en la historia en tener tres canciones simultáneamente en el top 10 por tres semanas consecutivas. En el conteo Streaming Songs, debutó en la primera posición con 38.3 millones de streams, destronando a «Rockstar» de Post Malone y 21 Savage, que llevaba catorce semanas liderando. Asimismo, «Finesse» fue la segunda canción de ambos artistas en llegar a la cima de dicho conteo y la segunda canción de la historia en debutar en el número 1, después de «Rockstar». Por otra parte, la canción subió hasta la segunda casilla del Digital Songs con 87 mil copias vendidas y se disparó desde la casilla 49 hasta la 14 del Radio Songs con 52 millones en audiencia radial.

## Promoción

### Vídeo musical
El videoclip de la remezcla de «Finesse» fue lanzado simultáneamente con la canción el 4 de enero de 2018 a través de YouTube. El mismo estuvo dirigido por Bruno Mars y Florent Dechard como un tributo al programa In Living Color. El vídeo fue grabado en una relación de aspecto de 4:3, la cual era la estandarización de la televisión durante los años 1990, década en la que se emitieron los programas aludidos. Además de ser un tributo a In Living Color, el videoclip cuenta con numerosas referencias a elementos de la década, desde los atuendos hasta la temática, los escenarios y la producción de la canción. Su introducción hace referencia a los créditos de entrada de The Fresh Prince of Bel-Air y a lo largo del vídeo hay guiños a All That, Yo! MTV Raps, Sister, Sister y Roundhouse.

### Presentaciones en vivo
«Finesse» fue una de las canciones interpretadas durante el especial Bruno Mars: 24K Magic Live at the Apollo, emitido por CBS el 29 de noviembre de 2017. Asimismo, es la canción de entrada durante su 24K Magic World Tour. Su remezcla fue interpretada por primera vez en vivo el 28 de enero de 2018 durante la sexagésima entrega de los premios Grammy, donde Bruno Mars y Cardi B recrearon el videoclip. Numerosos medios consideraron la actuación como una de las mejores de la noche, aclamando la producción, las coreografías bien elaboradas, la dinámica de ambos artistas y las voces.

## Formatos y remezclas
- Descarga digital

| «Finesse (Remix)» — Sencillo |                                 |          |  |
| N.º                          | Título                          | Duración |  |
| 1.                           | «Finesse (Remix)» (con Cardi B) | 3:37     |  |

## Posicionamiento en listas

### Semanales
| Alemania          | German Singles Chart         | 31 |
| Australia         | Australian Singles Chart     | 6  |
| Austria           | Ö3 Austria Top 40            | 30 |
| Bélgica (Flandes) | Ultratop 50                  | 8  |
| Bélgica (Valonia) | Ultratop 40                  | 23 |
| Canadá            | Canadian Hot 100             | 3  |
| Dinamarca         | Danish Singles Chart         | 14 |
| Escocia           | Scottish Singles Chart       | 16 |
| España            | Top 50 Canciones             | 6  |
| Estados Unidos    | Billboard Hot 100            | 3  |
| Estados Unidos    | Digital Songs                | 2  |
| Estados Unidos    | Radio Songs                  | 4  |
| Estados Unidos    | Streaming Songs              | 1  |
| Estados Unidos    | Pop Songs                    | 8  |
| Estados Unidos    | Adult Pop Songs              | 11 |
| Estados Unidos    | Rhythmic                     | 1  |
| Estados Unidos    | Hot R&B/Hip-Hop Songs        | 1  |
| Finlandia         | Finnish Singles Chart        | 18 |
| Hungría           | Single (Track) Top 10        | 21 |
| Hungría           | Stream Top 40                | 11 |
| Irlanda           | Irish Singles Chart          | 6  |
| Italia            | Italian Top Digital Download | 62 |
| Japón             | Japan Hot 100                | 17 |
| Noruega           | VG-lista                     | 24 |
| Nueva Zelanda     | NZ Top 40 Singles Chart      | 2  |
| Países Bajos      | Single Top 100               | 9  |
| Reino Unido       | UK Singles Chart             | 5  |
| Suecia            | Swedish Singles Chart        | 14 |
| Suiza             | Swiss Singles Chart          | 29 |

### Sucesión en listas
| Predecesor: «Rockstar» de Post Malone con 21 Savage | Streaming Songs — Sencillo número 1 20 de enero de 2018 — 27 de enero de 2018       | Sucesor: «Havana» de Camila Cabello con Young Thug |
| Predecesor: «Rockstar» de Post Malone con 21 Savage | Hot R&B/Hip-Hop Songs — Sencillo número 1 20 de enero de 2018 — 27 de enero de 2018 | Sucesor: «Rockstar» de Post Malone con 21 Savage   |

### Certificaciones
| País           | Organismo certificador | Certificación | Ventas certificadas | Ref.   |
| -------------- | ---------------------- | ------------- | ------------------- | ------ |
| Alemania       | BVMI                   | Oro           | 200 000             | [ 34 ] |
| Australia      | ARIA                   | 3× Platino    | 210 000             | [ 35 ] |
| Bélgica        | BEA                    | Oro           | 15 000              | [ 36 ] |
| Dinamarca      | IFPI — Dinamarca       | Oro           | 45 000              | [ 37 ] |
| España         | PROMUSICAE             | Oro           | 20 000              | [ 38 ] |
| Estados Unidos | RIAA                   | 4× Platino    | 4 000               | [ 39 ] |
| Francia        | SNEP                   | Oro           | 75 000              | [ 40 ] |
| Italia         | FIMI                   | Oro           | 25 000              | [ 41 ] |
| Nueva Zelanda  | RIANZ                  | Platino       | 30 000              | [ 42 ] |
| Portugal       | AFP                    | Oro           | 5000                | [ 43 ] |
| Reino Unido    | BPI                    | Platino       | 600 000             | [ 44 ] |
| Suiza          | IFPI — Suiza           | Oro           | 10 000              | [ 45 ] |

## Premios y nominaciones
| Año  | Premiación                        | Categoría                    | Resultado | Ref.   |
| ---- | --------------------------------- | ---------------------------- | --------- | ------ |
| 2018 | American Music Awards             | Canción Favorita de Soul/R&B | Ganador   | [ 46 ] |
| 2018 | American Music Awards             | Colaboración del Año         | Nominado  | [ 46 ] |
| 2018 | BET Awards                        | Vídeo del Año                | Nominado  | [ 47 ] |
| 2018 | BET Awards                        | Mejor colaboración           | Nominado  | [ 47 ] |
| 2018 | Billboard Music Awards            | Top Canción R&B              | Nominado  | [ 48 ] |
| 2018 | MTV Millennial Awards             | Éxito del Año                | Nominado  | [ 49 ] |
| 2018 | MTV Video Music Awards            | Vídeo del Año                | Nominado  | [ 50 ] |
| 2018 | MTV Video Music Awards            | Canción del Año              | Nominado  | [ 50 ] |
| 2018 | MTV Video Music Awards            | Mejor Colaboración           | Nominado  | [ 50 ] |
| 2018 | MTV Video Music Awards            | Mejor Coreografía            | Nominado  | [ 50 ] |
| 2018 | MTV Video Music Awards            | Mejor Edición                | Nominado  | [ 50 ] |
| 2018 | Soul Train Music Awards           | Canción del Año              | Nominado  | [ 51 ] |
| 2018 | Soul Train Music Awards           | Vídeo del Año                | Ganador   | [ 51 ] |
| 2018 | Soul Train Music Awards           | Mejor Colaboración           | Nominado  | [ 51 ] |
| 2018 | Soul Train Music Awards           | Mejor Coreografía            | Nominado  | [ 51 ] |
| 2018 | Soul Train Music Awards           | Composición del Año          | Nominado  | [ 51 ] |
| 2018 | Teen Choice Awards                | Mejor Canción R&B/Hip Hop    | Nominado  | [ 52 ] |
| 2018 | Teen Choice Awards                | Mejor Colaboración           | Nominado  | [ 52 ] |
| 2019 | ASCAP Pop Music Awards            | Reconocimiento especial      | Ganador   | [ 53 ] |
| 2019 | ASCAP Rhythmn & Soul Music Awards | Reconocimiento especial      | Ganador   | [ 54 ] |
| 2019 | iHeartRadio Music Awards          | Mejor Colaboración           | Ganador   | [ 55 ] |
| 2019 | iHeartRadio Music Awards          | Canción R&B del Año          | Nominado  | [ 55 ] |
| 2019 | iHeartRadio Music Awards          | Mejor Vídeo                  | Nominado  | [ 55 ] |